# Koolama Bay
Koolama Bay är en vik i Australien. Den ligger i delstaten Western Australia, omkring 2 300 kilometer nordost om delstatshuvudstaden Perth.
Trakten runt Koolama Bay är nära nog obefolkad, med mindre än två invånare per kvadratkilometer. Savannklimat råder i trakten. Genomsnittlig årsnederbörd är 1 314 millimeter. Den regnigaste månaden är januari, med i genomsnitt 431 mm nederbörd, och den torraste är augusti, med 2 mm nederbörd.